# Termes et catégories NUTS en Espagne
En Espagne, la nomenclature des Unités Territoriales Statistiques (NUTS), codéfinie par l'Union européenne et l'Espagne, comprend au premier niveau (NUTS1), une division suprarégionale formée de groupes de communautés autonomes (en espagnol : ''agrupación de comunidades autónomas'') et deux autres niveaux, l'un régional (Communauté autonome), et l'autre provincial (administration locale, en Espagne).

## Division de l'Espagne pour les études et données NUTS
Dans la classification NUTS de 2021, on considère les entités territoriales suivantes :
Au premier niveau (NUTS1), les communautés autonomes d'Espagne sont regroupées en 7 groupements de régions autonomes, de caractère uniquement statistique et non administratif. Leurs noms sont en majorité des points cardinaux ou intercardinaux
Le second niveau (NUTS2) est formé des 17 communautés autonomes elles-mêmes, et des 2 villes autonomes (Ceuta et Melilla) ces dernières situées en Afrique du Nord.
Enfin les 50 provinces, les villes autonomes et îles des archipels espagnols (Îles Baléares et Îles Canaries) forment le niveau NUTS3.

## Codes et nomenclature des Unités Territoriales Statistiques
| NUTS 1                                     | NUTS 1                    | NUTS 1 | NUTS 2               | NUTS 2             | NUTS 3               | NUTS 3 |
| Nom (es, fr)                               | Área                      | Código | Área                 | Código             | Área                 | Código |
| ------------------------------------------ | ------------------------- | ------ | -------------------- | ------------------ | -------------------- | ------ |
| Noroeste (nord-ouest)                      |                           | ES1    | Galice               | ES11               | La Corogne           | ES111  |
| Noroeste (nord-ouest)                      | Lugo                      | ES1    | Galice               | ES11               | ES112                |        |
| Noroeste (nord-ouest)                      | Ourense                   | ES1    | Galice               | ES11               | ES113                |        |
| Noroeste (nord-ouest)                      | Pontevedra                | ES1    | Galice               | ES11               | ES114                |        |
| Noroeste (nord-ouest)                      | Asturies                  | ES1    | ES12                 | Asturies           | ES120                |        |
| Noroeste (nord-ouest)                      | Cantabrie                 | ES1    | ES13                 | Cantabrie          | ES130                |        |
| Noreste (nord-est)                         |                           | ES2    | Pays basque          | ES21               | Alava                | ES211  |
| Noreste (nord-est)                         | Guipuscoa                 | ES2    | Pays basque          | ES21               | ES212                |        |
| Noreste (nord-est)                         | Biscaye                   | ES2    | Pays basque          | ES21               | ES213                |        |
| Noreste (nord-est)                         | Navarre                   | ES2    | ES22                 | Navarre            | ES220                |        |
| Noreste (nord-est)                         | La Rioja                  | ES2    | ES23                 | La Rioja           | ES230                |        |
| Noreste (nord-est)                         | Aragon                    | ES2    | ES24                 | Huesca             | ES241                |        |
| Noreste (nord-est)                         | Aragon                    | ES2    | ES24                 | Teruel             | ES242                |        |
| Noreste (nord-est)                         | Aragon                    | ES2    | ES24                 | Saragosse          | ES243                |        |
| Comunidad de Madrid (Communauté de Madrid) |                           | ES3    | Communauté de Madrid | ES30               | Communauté de Madrid | ES300  |
| Centro (Centre)                            |                           | ES4    | Castille-et-León     | ES41               | Avila                | ES411  |
| Centro (Centre)                            | Burgos                    | ES4    | Castille-et-León     | ES41               | ES412                |        |
| Centro (Centre)                            | León                      | ES4    | Castille-et-León     | ES41               | ES413                |        |
| Centro (Centre)                            | Palencia                  | ES4    | Castille-et-León     | ES41               | ES414                |        |
| Centro (Centre)                            | Salamanque                | ES4    | Castille-et-León     | ES41               | ES415                |        |
| Centro (Centre)                            | Ségovie                   | ES4    | Castille-et-León     | ES41               | ES416                |        |
| Centro (Centre)                            | Soria                     | ES4    | Castille-et-León     | ES41               | ES417                |        |
| Centro (Centre)                            | Valladolid                | ES4    | Castille-et-León     | ES41               | ES418                |        |
| Centro (Centre)                            | Zamora                    | ES4    | Castille-et-León     | ES41               | ES419                |        |
| Centro (Centre)                            | Castille-La Manche        | ES4    | ES42                 | Albacete           | ES421                |        |
| Centro (Centre)                            | Castille-La Manche        | ES4    | ES42                 | Ciudad Real        | ES422                |        |
| Centro (Centre)                            | Castille-La Manche        | ES4    | ES42                 | Cuenca             | ES423                |        |
| Centro (Centre)                            | Castille-La Manche        | ES4    | ES42                 | Guadalajara        | ES424                |        |
| Centro (Centre)                            | Castille-La Manche        | ES4    | ES42                 | Tolède             | ES425                |        |
| Centro (Centre)                            | Estrémadure               | ES4    | ES43                 | Badajoz            | ES431                |        |
| Centro (Centre)                            | Estrémadure               | ES4    | ES43                 | Cáceres            | ES432                |        |
| Este (Est)                                 |                           | ES5    | Catalogne            | ES51               | Barcelone            | ES511  |
| Este (Est)                                 | Gérone                    | ES5    | Catalogne            | ES51               | ES512                |        |
| Este (Est)                                 | Lérida                    | ES5    | Catalogne            | ES51               | ES513                |        |
| Este (Est)                                 | Tarragone                 | ES5    | Catalogne            | ES51               | ES514                |        |
| Este (Est)                                 | Communauté valencienne    | ES5    | ES52                 | Alicante           | ES521                |        |
| Este (Est)                                 | Communauté valencienne    | ES5    | ES52                 | Castellón          | ES522                |        |
| Este (Est)                                 | Communauté valencienne    | ES5    | ES52                 | Valence            | ES523                |        |
| Este (Est)                                 | Îles Baléares             | ES5    | ES53                 | Ibiza y Formentera | ES531                |        |
| Este (Est)                                 | Îles Baléares             | ES5    | ES53                 | Majorque           | ES532                |        |
| Este (Est)                                 | Îles Baléares             | ES5    | ES53                 | Minorque           | ES533                |        |
| Sur (Sud)                                  |                           | ES6    | Andalousie           | ES61               | Almería              | ES611  |
| Sur (Sud)                                  | Cadix                     | ES6    | Andalousie           | ES61               | ES612                |        |
| Sur (Sud)                                  | Cordoue                   | ES6    | Andalousie           | ES61               | ES613                |        |
| Sur (Sud)                                  | Grenade                   | ES6    | Andalousie           | ES61               | ES614                |        |
| Sur (Sud)                                  | Huelva                    | ES6    | Andalousie           | ES61               | ES615                |        |
| Sur (Sud)                                  | Jaén                      | ES6    | Andalousie           | ES61               | ES616                |        |
| Sur (Sud)                                  | Malaga                    | ES6    | Andalousie           | ES61               | ES617                |        |
| Sur (Sud)                                  | Séville                   | ES6    | Andalousie           | ES61               | ES618                |        |
| Sur (Sud)                                  | Région de Murcie          | ES6    | ES62                 | Région de Murcie   | ES620                |        |
| Sur (Sud)                                  | Ville autonome de Ceuta   | ES6    | ES63                 | Ceuta              | ES630                |        |
| Sur (Sud)                                  | Ville autonome de Melilla | ES6    | ES64                 | Melilla            | ES640                |        |
| Canarias (Canaries)                        |                           | ES7    | Îles Canaries        | ES70               | El Hierro            | ES703  |
| Canarias (Canaries)                        | Fuerteventura             | ES7    | Îles Canaries        | ES70               | ES704                |        |
| Canarias (Canaries)                        | Gran Canaria              | ES7    | Îles Canaries        | ES70               | ES705                |        |
| Canarias (Canaries)                        | La Gomera                 | ES7    | Îles Canaries        | ES70               | ES706                |        |
| Canarias (Canaries)                        | La Palma                  | ES7    | Îles Canaries        | ES70               | ES707                |        |
| Canarias (Canaries)                        | Lanzarote                 | ES7    | Îles Canaries        | ES70               | ES708                |        |
| Canarias (Canaries)                        | Tenerife                  | ES7    | Îles Canaries        | ES70               | ES709                |        |